# Placide-Alexandre-Guillaume Poultier
Placide-Alexandre-Guillaume Poultier (Villequier, 27 de maig de 1814 - idm. 1887) fou un cantant dramàtic francès.
Era fill d'un oficial de la marina francesa, i als nou anys fou enviat a Rouen, on residia un seu oncle, comerciant de vins al major. En aquesta ciutat va rebre la instrucció primària, i després, encantat del bon humor que regnava entre els boters que treballaven en els magatzems del seu oncle, resolgué abraçar aquest ofici.
Estava dotat d'una certa aptitud musical, i com que era admirat pels seus companys a causa de la bella veu de tenor amb què cantava, la seva reputació es va estendre ben aviat, i el director del Teatre de les Arts de Rouen, Niccolo, el va admetre entre els seus coristes. Poc temps després es traslladà a París per a educar la seva veu, però no assolí ser admès en el Conservatori parisenc, a causa de no ser músic i sobrepassar l'edat reglamentària. Malgrat això, els director de l'Òpera de París, després d'una audició prèvia, no dubtaren en contractar-lo per a cinc anys.
Li donaren professors de cant i declamació, i no tardà en debutar en l'òpera Guillaume Tell (1841), assolint un bon èxit, i després es feu aplaudir en La Juive i en La Muette de Portici. De l'Òpera de París passa a Londres, on cantà durant una temporada teatral, i de retorn a França, actuà a París i a províncies. El 1852 creà en el teatre Líric de París el rol principal en la Joanita, de Marcel Deprez, i posteriorment d'altres papers en obres diferents. En els últims anys de la seva vida es retirà al seu poble natal.